# (1802) Zhang Heng
(1802) Zhang Heng ist ein Asteroid des Hauptgürtels, der am 9. Oktober 1964 am Purple-Mountain-Observatorium in Nanjing entdeckt wurde. 
Benannt ist der Asteroid nach dem altertümlichen chinesischen Astronomen, Mathematiker und Erfinder Zhang Heng.